# Araras
Araras, amtlich portugiesisch Município de Araras, ist eine Stadt im brasilianischen Bundesstaat São Paulo. Sie hatte im Jahr 2010 118.898 Einwohner, die Bevölkerungszahl wurde zum 1. Juli 2018 auf 132.934 Bewohner geschätzt.

## Bevölkerung
| Bevölkerungsentwicklung | Bevölkerungsentwicklung |
| Jahr                    | Bevölkerung             |
| ----------------------- | ----------------------- |
| 1920                    | 25.613                  |
| 1940                    | 22.614                  |
| 1950                    | 28.599                  |
| 1960                    | 39.102                  |
| 1970                    | 53.422                  |
| 1980                    | 65.010                  |
| 1991                    | 87.459                  |
| 2000                    | 104.196                 |
| 2010                    | 118.843                 |
| 2022                    | 130.866                 |
| [ 3 ] [ 4 ] [ 5 ]       |                         |

## Bauwerk
Ein bedeutendes Bauwerk ist die Basilika Unserer Lieben Frau als Schutzpatronin von Araras.

## Religion
Das Christentum ist in der Stadt wie folgt vertreten:

### Römisch-katholische Kirche
Die katholische Kirche in der Gemeinde ist Teil der Bistum Limeira.

### Protestantische Kirche
In der Stadt gibt es die unterschiedlichsten evangelischen Glaubensrichtungen, hauptsächlich Pfingstler, darunter die brasilianischen Assemblies of God (die größte evangelische Kirche des Landes), die Christliche Kongregationalistische Kirche in Brasilien, und andere.

## Söhne und Töchter der Stadt
- Wagner Fernando Velloso (* 1968), Fußballtorwart und Trainer
- Luan Michel de Louzã (* 1988), Fußballspieler